# River Advice
Die River Advice AG ist ein in Basel ansässiges Unternehmen mit Spezialisierung auf das Management von Passagierschiffen und Tagesausflugsschiffen auf Flüssen, insbesondere für Flusskreuzfahrten.

## Geschichte

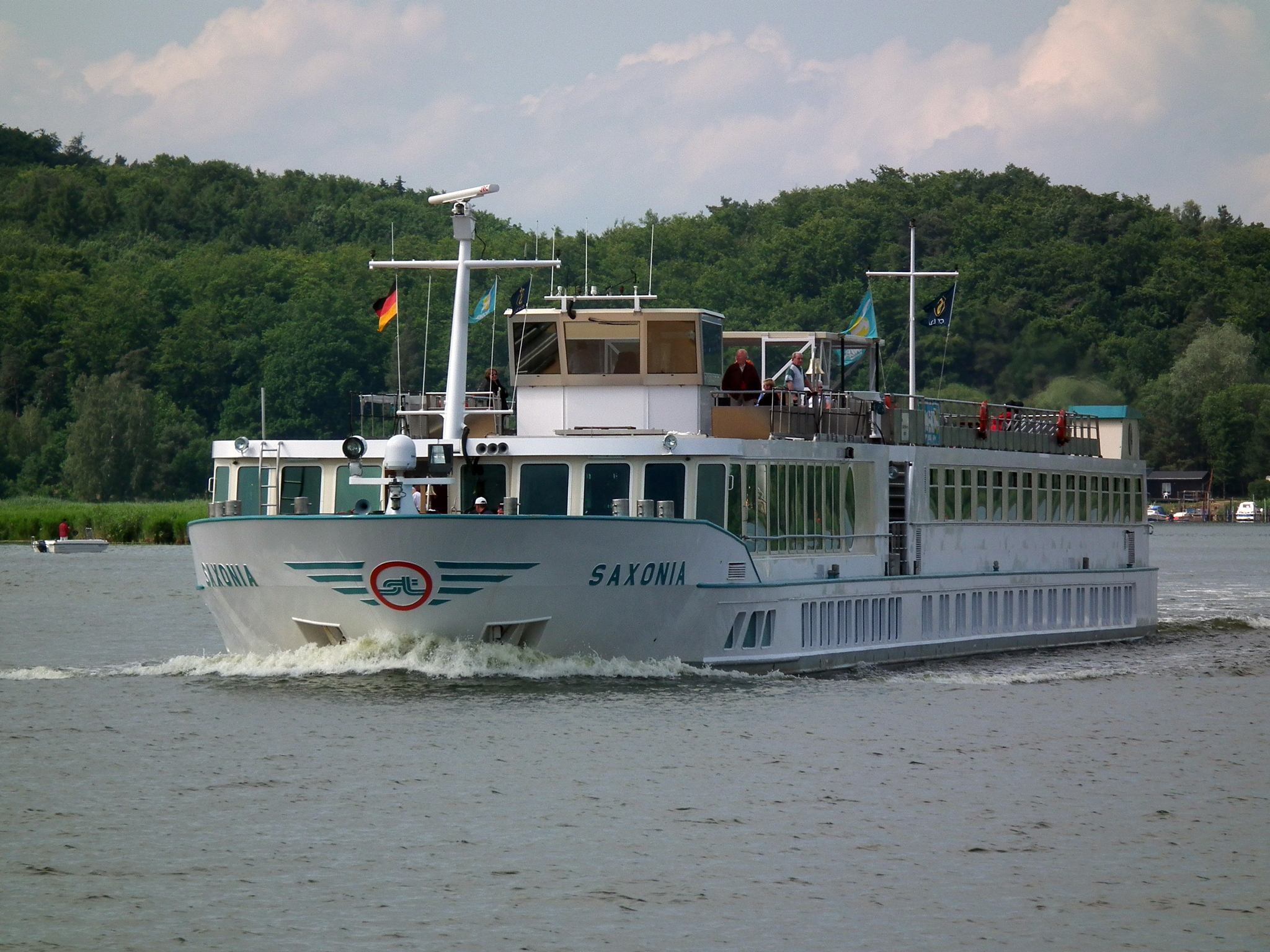
Kabinenschiff Saxonia auf dem Peenestrom

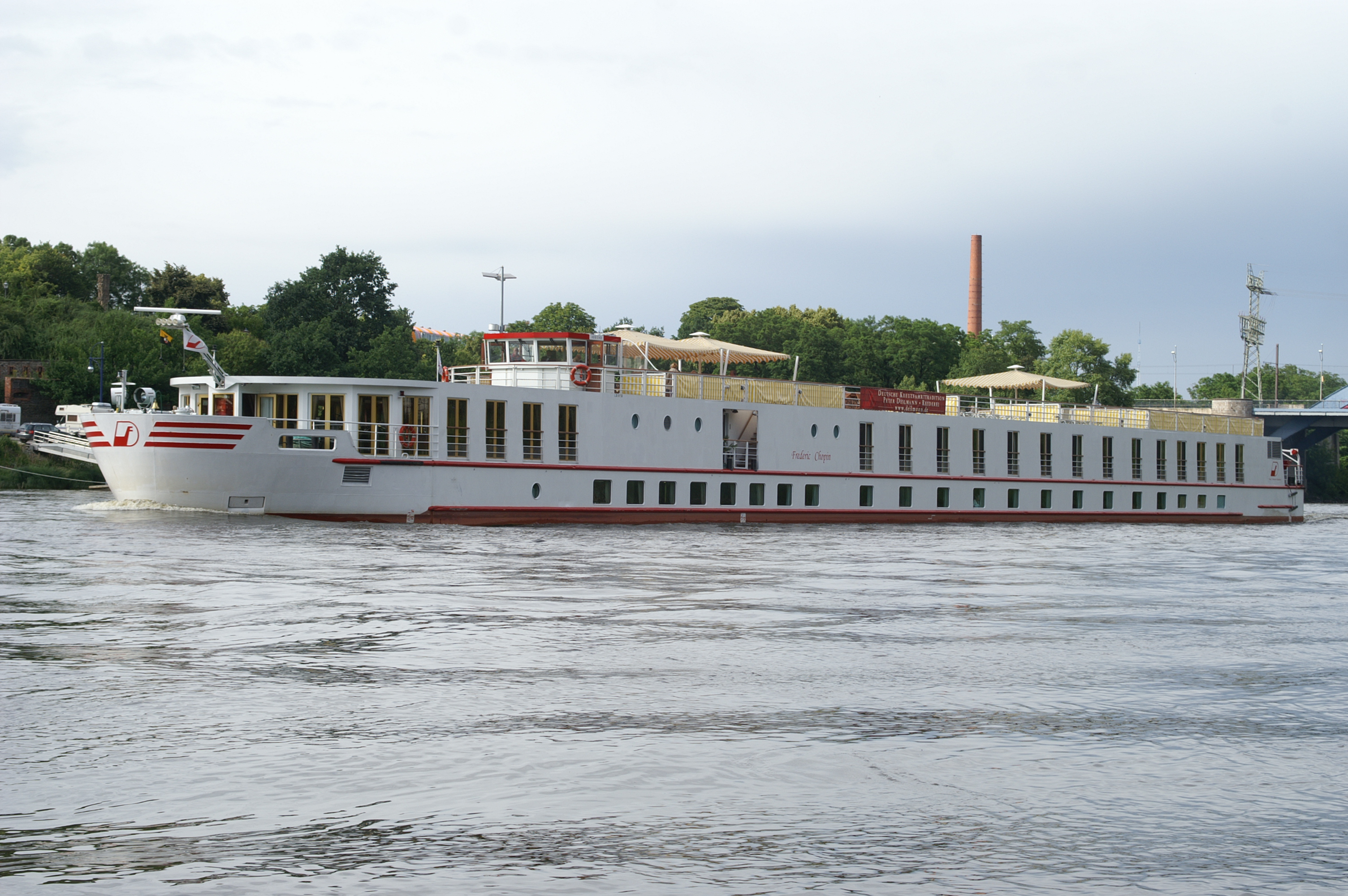
Kabinenfahrgastschiff Frederic Chopin auf der Elbe bei Magdeburg

Die Gesellschaft wurde 2004 von Robert Straubhaar (geb. 1961) gegründet, bis 5. März 2010 als River Advice Ltd., später als AG. Straubhaar ist Mehrheitsaktionär und auch Vorsitzender der Geschäftsleitung.
Von 2012 bis 2015 engagierte sich das Unternehmen auch im Bereich der Hochsee-Kreuzfahrt. Mit Blick auf die globale Kreuzfahrtbranche gründeten River Advice und die US-amerikanische Firma International Shipping Partners (ISP) ein gemeinsames Unternehmen, das zum 1. November 2012 global als Kompetenz- und Dienstleitungszentrum FleetPro Passenger Ship Management tätig wurde. Mit einer Flotte von mehr als 50 Schiffen und einer Kapazität von rund 11.000 Hotelbetten sollte der weltweit führende unabhängige Manager von Fluss- und Hochsee-Kreuzfahrtschiffen entstehen. Ende 2015 kehrte River Advice nach erfolgreichem Verkauf des Hochseegeschäfts bei FleetPro zum alten Namen zurück und konzentrierte sich auf das Management von Flusskreuzfahrtschiffen.
Nach eigenen Angaben betrieb die River Advice im Jahr 2016 45 Flusskreuzfahrtschiffe mit über 1.500 Mitarbeitern für rund zwanzig Reiseveranstalter und Schiffseigentümer. In den Blickpunkt verstärkten Engagements in der Binnenschifffahrt rückte 2016 die Übernahme der Köln-Düsseldorfer Deutschen Rheinschiffahrt AG mittels Aktienkauf im Wert von 5,6 Mio. €.

## Unternehmensstruktur und Dienstleistungen

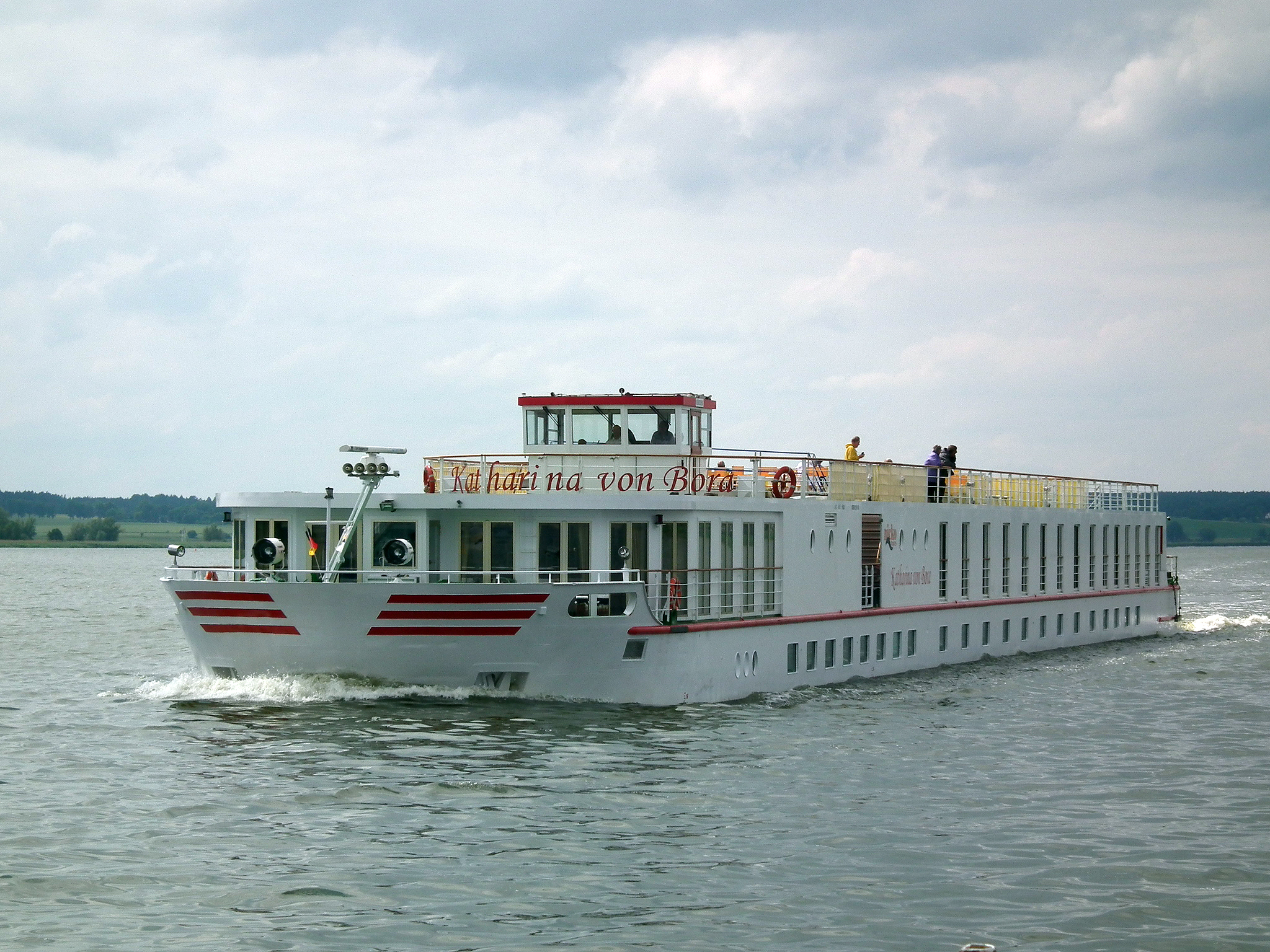
Kabinenschiff Katharina von Bora, Einsatzgebiet: Elbe mit Moldau

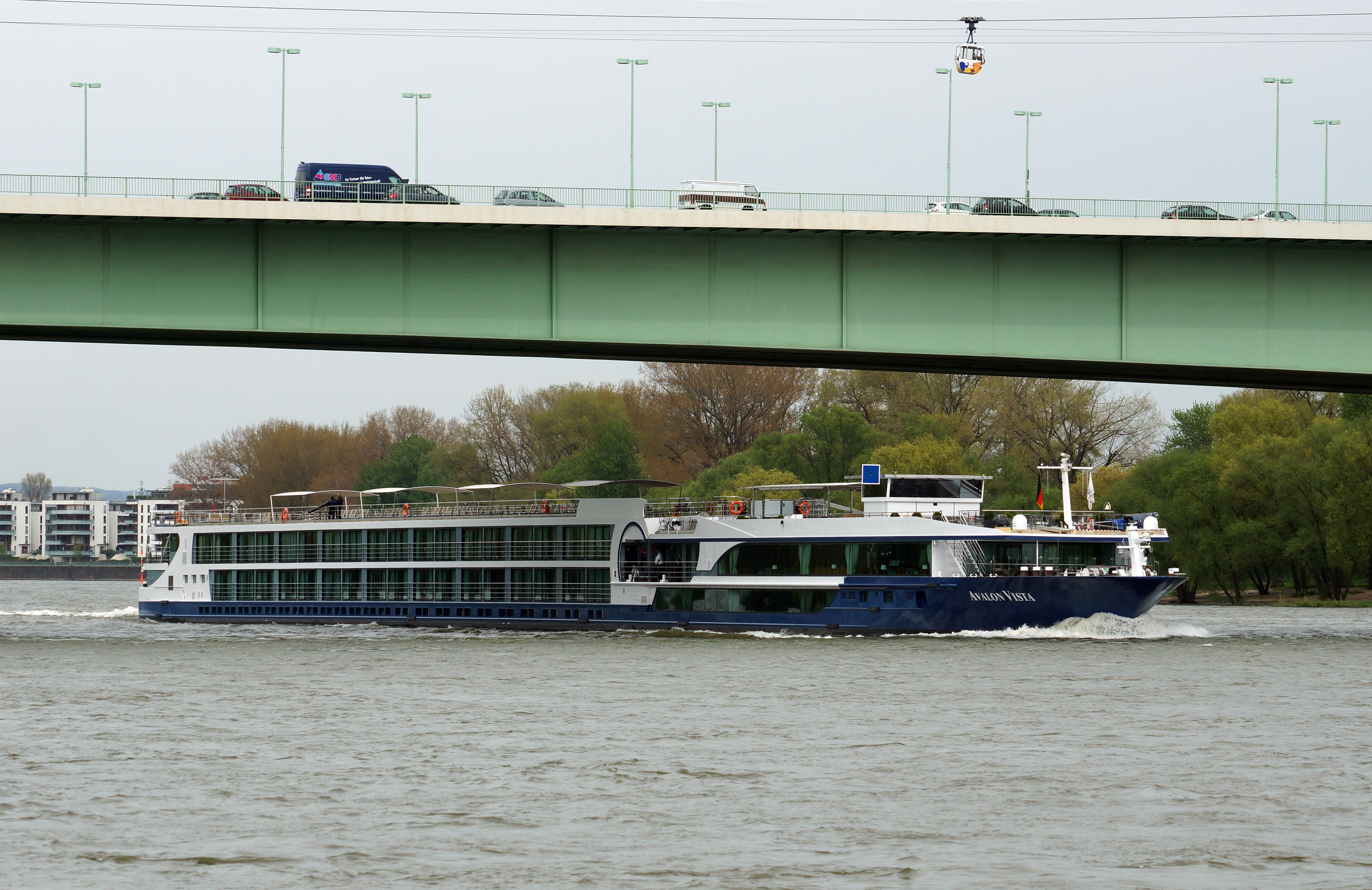
Kabinenfahrgastschiff Avalon Vista auf Fahrt in Köln

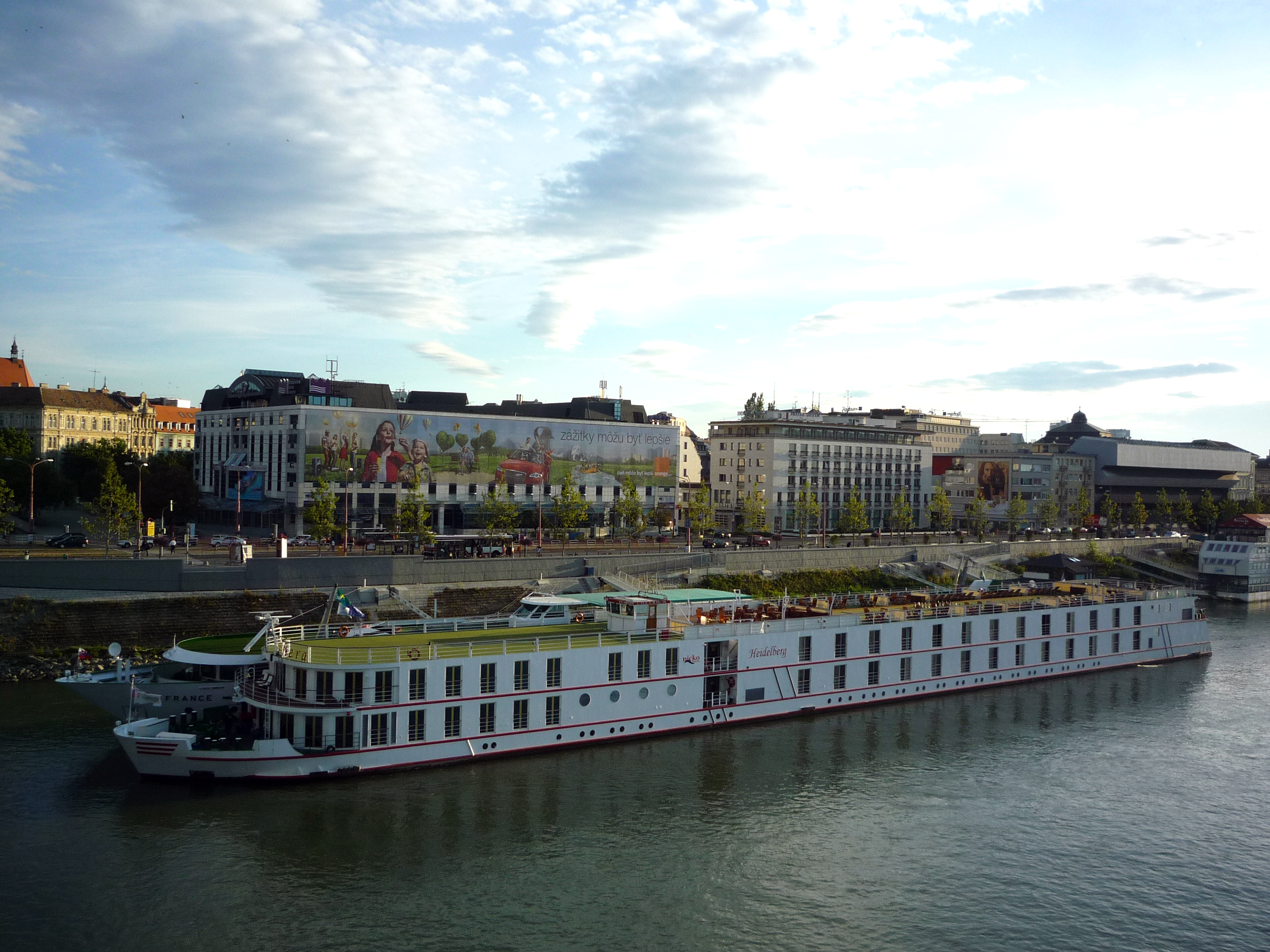
Flusskreuzfahrtschiff Heidelberg in Bratislava

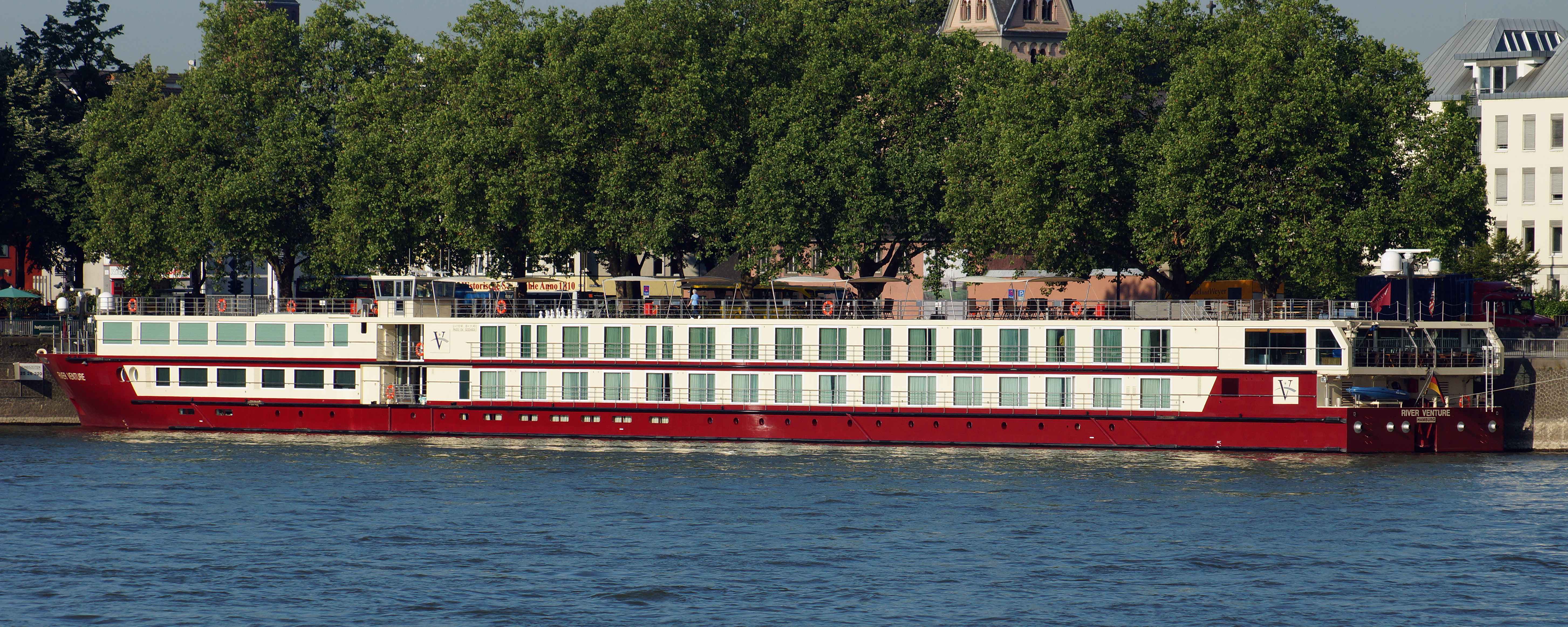
Kabinenfahrgastschiff River Venture in Köln

Für Reiseveranstalter und Schiffseigner bietet River Advice ein breites Spektrum an Dienstleistungen für die Passagier-Binnenschifffahrt europaweit:
- Reedereimanagement
- Crewmanagement
- Nautisch-technische Aufgaben
- Schiffszertifikate, Routenplanung
- Catering, Gastronomie & Hotelschiffahrt
- Personaldienstleistung
- Schiffsfinanzierung
- Sicherheit, Havarie- und Versicherungsmanagement sowie
- Planung, Neubau- & Umbaubegleitung.

Dafür nutzt River Advice eine Vielzahl an Tochterfirmen und Partnerunternehmen, an denen die River Advice bzw. Robert Straubhaar beteiligt sind. Zu diesen Unternehmen gehören u. a. River Nautical GmbH, River Services GmbH, River Academy AG, Atlas River Cruising GmbH, Avalon Europe AG, Königstein River Cruises GmbH, SCI Swiss Cruises International Kreuzfahrten AG, River Dock GmbH, ETERNITY CRUISE GmbH, ROI AG.
Bis Herbst 2016 verfügte River Advice nicht über eigene Schiffe. Deshalb verstand sich River Advice auch nicht als Reederei im klassischen Sinn, sondern eine unabhängige, modulartige Kompetenzplattform. Doch dies änderte sich mit der Übernahme von Schiffen aus dem Premicon-Unternehmen für Schiffsfonds.
- Zur River-Advice-Gruppe gehört seit dem Herbst 2016 mit 13 Schiffen die Köln-Düsseldorfer Deutsche Rheinschiffahrt.[4][5] Die Übernahme erfolgte durch die dazu von der River Advice AG gegründete Tochter KD River Invest.[6] Vorsitzender des Aufsichtsrates der neuen KD GmbH ist Robert Straubhaar.[7] Nach Einschätzung des Handelsblatts hat sich die KD nach Übernahme positiv entwickelt. Während in den beiden Jahren zuvor jeweils Verluste von je einer Million zu Buche schlugen, folgten in den beiden Jahren danach Gewinne von je rund einer Mio.[8]

- Auf Initiative von Robert Straubhaar wurde ein Jahr darauf das Projekt zum Aufbau einer Reederei gestartet.[9] Mit Unterstützung der River Advice erfolgte im Herbst 2017 die Gründung der River Opportunity Invest AG (ROI), die von Premicon 13 Schiffe übernahm.[10][11] Präsident des Verwaltungsrates der ROI Holding AG ist Robert Straubhaar.[12]
- River Advice fungiert als Reederei für den Reiseveranstalter Avalon Waterways mit den Schiffen Avalon Affinity, Artistry II, Expression, Felicity, Illumination, Imagery II, Impression, Luminary, Panorama, Passion, Poetry II, Tapestry II, Tranquility II, Visionary und Vista.[13]
- Für den Reiseveranstalter nicko cruises werden folgende Schiffe bewirtschaftet: Bellissima, Casanova, Frederic Chopin, Heidelberg, Katharina von Bora, Rhein Symphonie und Rhein Melodie.
- Für Vantage Deluxe World Travel werden die Schiffe River Discovery II, River Splendor, River Venture und River Voyager zur Verfügung gestellt.

Mit der am 20. Juli 2020 erfolgten Gründung des Unternehmens Triton River GmbH strebt River Advice die Planung, Unterstützung und den Betrieb von Schifffahrtsprojekten auf Flüssen und Binnengewässer weltweit an.

## United Rivers
Für Finanzdienstleistungen weltweit für das Halten und Verwalten von Beteiligungen an anderen Unternehmen, insbesondere im Bereich der Schifffahrt, gründete Robert Straubhaar am 26. September 2019 die United Rivers AG. Sie kann Liegenschaften, Schiffe, gewerbliche Schutzrechte und Know-how erwerben, verwalten und veräussern. Diese erwarb am 1. September 2020 die insolvente Sächsische Dampfschiffahrt.
Entsprechend der auf der Webseite der United Rivers AG dargestellten Unternehmensphilosophie sollen künftig alle Leistungen des sich aus River Advice hervorgegangenen Schifffahrtskonzerns zusammengefasst werden:
- Infrastruktur (Schiffe, Hafenliegeplätze, Schiffsanleger)
- Services (Consulting, Administratives Management, Nautisches Management, Technisches Management, Hospitality & Catering Management, Hygiene & Safety Management, Training)
- Tour Operating (Schiffscharter, Tagesschifffahrt, Meetings, Incentives, Conferences, Events).

Für den gesamten Konzern werden aktuell (2020) ausgewiesen:
- 111 Schiffe im Management
- 2.000.000 Passagiernächte
- 2.000.000 Tagesausflugsgäste
- 3.200 Mitarbeitende
- 85 Schiffsanleger.

## Beschäftigte und Standorte
Das Unternehmen beschäftigte im Jahr 2017 ca. 2000 Mitarbeiter und bewirtschaftete über 82 Flusskreuzfahrtschiffe und zwölf Tagesausflugsschiffe (März 2017). Für die rund 2500–3000 River Advice-Beschäftigten wurde 2019 mit der weltweit aktiven Gewerkschaft Nautilus International ein Gesamtarbeitsvertrag abgeschlossen, der eine sozialverträgliche Regulierung und Verbesserung der Arbeitsbedingungen auf Flusskreuzfahrten zum Ziel hat.
Nach eigenen Angaben betreibt das Unternehmen aktuell über rund 100 Schiffe und verfügt über Niederlassungsstandorte in Basel (Schweiz), Köln und Dresden (Deutschland), Limassol (Zypern) sowie Luxemburg.